# Павле Петровић
Павле Петровић (Београд, 22. фебруар 1947) српски је економиста и универзитетски професор и редовни члан САНУ. Павловић је председник Фискалног савета Републике Србије и професор емеритус на Економском факултету у Београду. Био је и председник Савета Народне банке Србије и помоћник министра финансија у Влади Србије. За дописног члана САНУ изабран је 2018. године.
Област рада Павла Петровића је економетрија и макроекономија (привредни раст, монетарна економија), јавне финансије, класична теорија производње, расподеле и цена.

## Биографија
Рођен је 1947. године у Београду, где је завршио основну и средњу школу. Економски факултет у Београду завршио је 1969. године. Одбранио је магистарски рад са темом Производне функције и технички прогрес (1973), а докторирао са темом Вишевекторски модели и њихова примена у анализи југословенске привреде (1979). Прво запослење добио је у Институту за економику индустрије, а асистент-приправник постаје 1971. године. За асистента на Економском факултету изабран је 1972, за доцента 1979, за ванредног професора 1985. године, док редовни професор постаје 1991. године. Од 2016. је професор емеритус. На стручном усавршавању боравио је у Манчестеру (1971/72), Кембриџу (1984), Универзитету Корнел (1987) и на Универзитету Принстон (1988). Предавао је и Класичну теорију производње, расподеле и цена на Универзитету у Адис Абеби, у оквиру основних и последипломских студија, и Микроекономију у оквиру основних студија.
На Економском факултету предавао је предмет Економетрија од 1980. до 2015, а као асистент изводио је вежбе из предмета Политичка економија од 1976. до 1979. Ангажован је био и на последипломским студијама, где је на магистарском курсу Економска теорија предавао Економетрију, Примењену економетрију, Макроекономију отворене привреде и Теорију цена.
Био је руководилац и коаутор пројекта за оснивање Београдске берзе 1989. године. Био је директор и ко-оснивач CES Mecona-a од 1992. до 1999. и интензивно је сарађивао са гувернером Драгославом Аврамовићем, укључујући студије о фискалној одрживости и реформама. На позив Аврамовића (испред Савеза за промене, коалиције око које ће настати Демократска опозиција Србије), током 2000. води пројекат о економској стабилизацији и неопходним реформама у Србији, где фискална реформа заузима значајно место. Током 2001. и 2002. био је помоћник министра за финансије Владе републике Србије, задужен за макроекономску и фискалну политику, а од 2003. до 2004. године био је председник Савета Народне банке Србије. Био је уредник Кварталног монитора економских трендова и политика у Србији од 2007. до 2011. године.
Народна скупштина га је 31. марта 2011. године изабрала за председника Фискалног савета, установљеног у октобру 2010. допунама Закона о буџетском систему. Предложио га је тадашњи председник Борис Тадић. Полагањем заклетве пред Народном скупштином 5. априла 2011. године, Петровић је преузео дужност. Поново је изабран на место председника фискалног савета 20. јула 2017, на предлог председника Србије Александра Вучића.
Редовни је члан Академије економских наука. Добитник је награде Савеза економиста Србије за допринос у области економске теорије и политике 2013. Члан је Европске економске асоцијације, Европско економетријског друштва и Европске асоцијације за упоредне привредне системе.

## Признања и награде
За свој рад награђен је следећим наградама и признањима:
- Плакета Економског факултета Универзитета у Београду, поводом 80 година од оснивања (2017);
- Награда Савеза економиста Србије за изузетан допринос у области економске теорије и политике (2013);
- Стипендија Фулбрајтове фондације (1986‒1987; 2003‒2004);
- Награда Привредне коморе Београда за најбољи магистарски рад (1973)